# 俊寬
俊寛（1143年（康治2年）—1179年4月10日（治承3年3月2日））是平安時代後期的真言宗僧侶。其僧位為「僧都」，因此常被稱為俊寬僧都（しゅんかん そうず）。
俊寬出身於村上源氏，其父為木寺（仁和寺院家）之法印寬雅，其母為宰相局（源國房之女、八條院暲子內親王的乳母）。他的姉妹大納言局（八條院女房），是平賴盛之妻。

## 生涯
俊寬作為後白河法皇的側近，擔任法勝寺執行之職。安元3年（1177年），俊寬参加藤原成親、西光等打倒平氏的陰謀。根據《平家物語》的記載，俊寬邀請同謀者在自己位於京都東山鹿谷的山莊裡進行密議。但是，參與陰謀的多田行綱秘密向平清盛告發，陰謀敗露，俊寛和藤原成經、平康賴一起被捕，流放到鬼界島（屬薩摩國轄下）。這就是鹿谷陰謀事件。
根據《源平盛衰記》的記載，藤原成親利用松之前、鶴之前二位殿上童吸引俊寛参加鹿谷陰謀。
《平家物語》記載，配流鬼界島後的俊寬三人每天望鄉度日，成經和康賴發心製作千支卒塔婆放流大海，但是，俊寬不加入。最後，一支卒塔婆流到安藝國嚴島，並被平清盛得知，平清盛大為感動。當時平清盛的女兒德子（高倉天皇的中宮）正要分娩，為了讓中宮安產，朝廷舉行了祈願並恩赦流放到外島的罪人。平重盛提議赦免藤原成經、平康賴和俊寬僧都。清盛同意赦免成經和康賴；但拒絕赦免俊寬，因為清盛認為自己一手提拔了俊寬，但最終俊寬反倒成為推翻平家的主謀，因此無論如何都不同意赦免他。
翌年（治承2年，即1178年），朝廷派船來到鬼界島，赦免成經和康賴並接他們回京都，唯獨俊寬一人被留在島上。俊寬在絶望中悲嘆度日。
治承3年（1179年），俊寛過去的侍童有王來到鬼界島尋得俊寬，發現俊寬的容貌型體宛如別人。有王來後，俊寬決意一死，最終絕食自殺。有王將俊寛的骨灰帶回京都。

## 鬼界島的位置
關於俊寛配流的鬼界島的場所有鹿兒島縣大島郡喜界町的喜界島、鹿兒島縣鹿兒島郡三島村的硫磺島、長崎縣長崎市的伊王島等各種說法。另外，也有許多秘密逃亡出島之說，鹿兒島縣阿久根市、出水市、佐賀縣佐賀市等也有關於俊寬的傳說。

## 俊寛的關連作品
- 世阿彌《俊寬》
- 近松門左衛門《平家女護島》
- 曲亭馬琴《俊寬僧都島物語》
- 倉田百三《俊寬》(1918) 戲曲。有王帶來俊寬家人皆死的消息，俊寬以頭撞岩石自殺。
- 菊池寬《俊寛》(1921) 俊寛和島上的女子結婚，健康的生活，內容類似羅賓遜漂流記。
- 芥川龍之介《俊寬》(1922) 承襲倉田百三、菊池寬之作。
- 本條秀太郎《俚奏樂 俊寬》(1997) 舞踊　俚奏樂。作詞 道葉荻、作曲 本條秀太郎。

## 脚注
1. ↑  《愚管抄》則記載，密謀者在靜賢（信西之子）的山莊密談。
2. ↑  『源平盛衰記』の波巻第三「成親謀叛の事」
3. ↑  『平家物語』巻の二、卒塔婆流し
4. ↑  『平家物語』巻の三、赦し文
5. ↑  『平家物語』巻の三、足摺り
6. ↑  『平家物語』巻の三、有王
7. ↑  『平家物語』巻の三、僧都死去

## 關連項目
- 鹿谷陰謀